# Ley Sabina
La Ley Sabina es una reforma legislativa implementada en diversos estados de México, que busca sancionar y prevenir el incumplimiento del pago de pensiones alimenticias por parte de deudores morosos.
Esta ley debe su nombre a Diana Luz Vázquez Ruíz, una madre que ha liderado esta iniciativa tras enfrentar personalmente las consecuencias de este problema.

## Antecedentes
Diana Luz Vázquez Ruíz es una mujer que, tras ser abandonada por el padre de su hija, enfrentó durante años la falta de pago de la pensión alimenticia por parte de su expareja. Esta situación la llevó, como a muchas mujeres a la precarización y a tener que luchar por el sustento de su hija sin contar con el apoyo económico que por ley les correspondía.
Indignada por su propia experiencia y la de otras personas (sobre todo mujeres, estadísticamente hablando) en situaciones similares, Diana Luz Vázquez se convirtió en una activista, exigiendo al gobierno y a la sociedad soluciones concretas para proteger a las hijas e hijos de deudores alimentarios irresponsables.

## Características
La Ley Sabina, aprobada por primera vez en el estado de Puebla en 2023, establece sanciones contundentes para aquellos padres o tutores que incumplan con el pago de pensiones alimenticias. Entre las principales medidas se encuentran:
- Prohibición de ocupar cargos públicos mientras existan deudas pendientes.
- Posibilidad de encarcelamiento por incumplimiento reiterado.
- Retención de salarios, bienes o cuentas bancarias para cubrir las deudas.
- Creación de un registro público de deudores alimentarios morosos.